# Бейлбі Портеус
Бейлбі Портеус ( 8 травня 1731 – 13 травня 1809), єпископ Честера та Лондона, був реформатором Англіканської церкви та провідним прихильником аболіціонізму в Англії. Він був першим англіканцем на владній посаді, який серйозно поставив під сумнів позицію Церкви щодо рабства.

## Раннє життя

#### Дитинство
Бейлбі Портеус народився 8 травня 1731 року в Йорку. Був наймолодшим з 19 дітей Елізабет Дженнінгс і Роберта Портеуса, який був плантатором. Хоча родина мала шотландське походження, батьки Портеуса були віргінськими плантаторами. В 1720 році вони повернулися до Англії через економічні труднощі в колонії та з метою покращення здоров'я батька.

#### Освіта
Портеус отримав освіту в Йорку і в гімназії Ріпон. Пізніше він став вченим класики в Коледжі Христа в Кембриджі і отримав стипендію в 1752 році. У 1759 році він отримав Сітоніанську премію за свою поему "Смерть: поетичне есе," яка дотепер пам'ятається.

#### Служіння
Був посвячений на священика у 1757 році, а в 1762 році був призначений домашнім капеланом Томаса Секера, архієпископа Кентерберійського, виконуючи обов’язки його особистого помічника в палаці Ламбет протягом шести років. Вважається, що саме в ці роки він краще усвідомив умови життя поневолених африканців в американських колоніях і Британській Вест-Індії.
У 1769 році він був призначений капеланом короля Георга III. Бейлбі Портеу згадується як один з проповідників Великого посту в Королівській капелі, Вайтхолл, у 1771 році, 1773 й 1774 роках    Він також був ректором Ламбета ( життя, яке розділяли між Архієпископом Кентерберійським і Короною) з 1767 по 1777 рр.   і пізніше магістром Сент-Кроса, Вінчестер (1776–1777).
Він був дуже стурбований певними тенденціями в англіканській церкві, які він вбачав у розмиванні істини Святого Письма. Він відстоював чисту доктрину і боровся з рухом проти підписки, який пропагувався богословами і вченими, які, на його думку, розбавляли найважливіші християнські доктрини і вірування, залишаючи на розсуд священнослужителів вирішувати, підписувати чи ні Тридцять дев'ять статей. При цьому він був відкритий для того, щоб закликати до компромісу щодо перегляду деяких статей. Він завжди був людиною англіканської церкви, в той же час він з радістю працював з методистами і дисентерами, визнаючи їх важливий внесок в євангелізацію і освіту.
13 травня 1785 року одружився з Маргарет Ходжсон.

## Єпископ Честерський

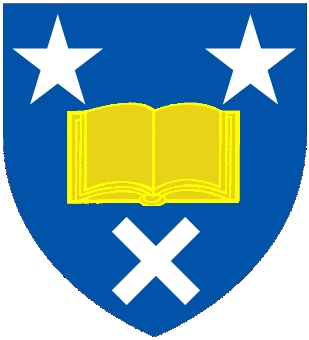
Зброя: блакитна книга або між двома головними кефалями та солітарним гуметі в базовій частині Аргента.

У 1776 році був номінований єпископом Честера, зайнявши цю посаду в 1777 році Він не втрачав часу, щоб впоратися з проблемами єпархії, населення якої значно зростало в багатьох нових центрах промислової революції, більшість з яких знаходилися на північному заході Англії, але де було найменше парафій. Жахлива бідність і злидні серед робітників-іммігрантів у нових промислових галузях представляли величезний виклик для церкви, що призвело до величезного тиску на ресурси парафії. Портеус також залишався глибоко зацікавлений у питаннях щодо рабів на Вест-Індських островах і активно виступав проти работоргівлі. Він брав участь у численних дебатах у Палаті лордів і відомий став як видатний аболіціоніст. Зокрема, він виявляв особливий інтерес до справ Товариства поширення Євангелії за кордоном, особливо стосовно ролі англіканської церкви в управлінні плантаціями на Барбадосі, де Товариство мало приблизно 300 рабів.

## Ювілейна проповідь
Портеус скористався можливістю, наданою запрошенням, виголосити ювілейну проповідь 1783 року Товариства поширення Євангелії в іноземних країнах, щоб розкритикувати роль Англіканської церкви в ігноруванні тяжкого становища 350 рабів на її плантаціях Кодрінгтон на Барбадосі і рекомендував заходи для поліпшення долі рабів.
Це було пристрасне і добре обґрунтоване прохання про цивілізацію, вдосконалення та навернення негрів-рабів на Британських Вест-Індських островах, і проголошене у церкві Св. Марії-ле-Боу перед сорока членами суспільства, включаючи одинадцять єпископів англіканської церкви. Портеус розпочав працювати над своїм Планом ефективного навернення рабів із маєтку Кодрінгтон. Він представив цей план комітету Суспільства за пропаганду євангеліє в іноземних частинах (SPG) у 1784 році, а коли його відхилили, знову подав його у 1789 році. Його розчарування від відхилення його плану іншими єпископами було глибоким і відчутним. В його щоденнику за цей день відображено його моральне обурення цим рішенням, і тим, що він бачив як очевидне самовдоволення єпископів і комітету суспільства щодо їхньої відповідальності за добробут власних рабів.
Це були перші виклики запровадження в остаточній 26-річній кампанії з викорінення рабства в британських колоніях Вест-Індії. Портеус зробив величезний внесок і зрештою звернувся до інших засобів досягнення своїх цілей, зокрема писав, заохочував політичні ініціативи та підтримував відправку працівників місії на Барбадос і Ямайку. Портей став відданим і пристрасним аболіціоністом, найвищим священнослужителем свого часу, який брав активну участь у кампанії проти рабства.  Він приєднався до групи аболіціоністів в Тестоні, Кент, під керівництвом сера Чарльза Міддлтона, та скоро познайомився з Вільямом Вілберфорсом, Томасом Кларксоном, Генрі Торнтоном, Захарі Маколеєм та іншими рішучими активістами. Багато з цієї групи були членами так званої секти Клапхема євангельських соціальних реформаторів.
Протягом 18 років, починаючи з 1789 року, законопроект Вілберфорса щодо скасування работоргівлі неодноразово вносився до розгляду британського парламенту. У цей час Портеус активно підтримував ініціативу всередині англіканської церкви і лави єпископів у Палаті лордів.

## Інші реформи

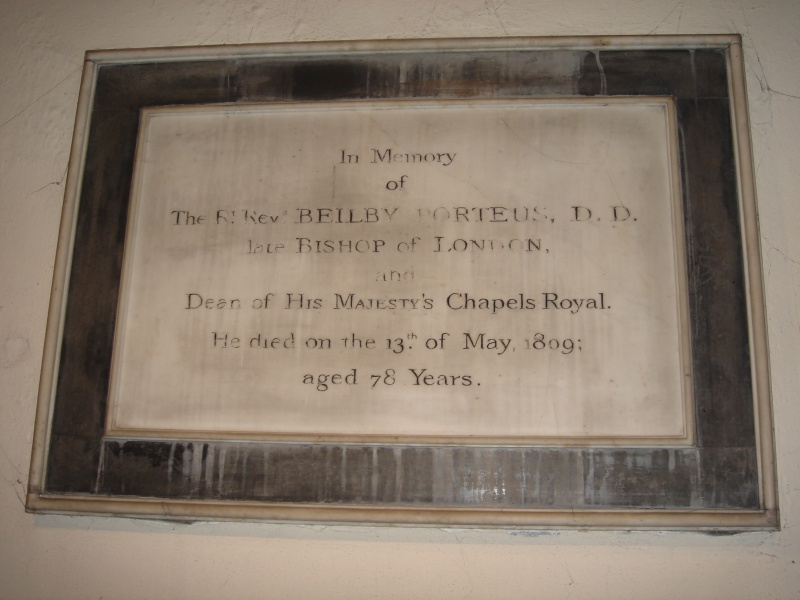
Меморіальна дошка, Церква Всіх Святих, Фулхем, Лондон

Протягом наступних 20 років, періоду національних і міжнародних політичних потрясінь, Портеус зміг вплинути на громадську думку у впливових колах британської монархії, уряду, лондонського Сіті та суспільства. Портеус стимулював дебати про работоргівлю, католицьку емансипацію, оплату праці та умови життя для малозабезпечених священнослужителів, а також надмірності недільних задоволень. Він також підтримував Вільяма Вілберфорса і Ханну Мор. Він прагнув заснувати недільні школи в кожній парафії, був одним з перших покровителів Церковного місіонерського товариства і одним із членів-засновників Британського та іноземного біблійного товариства, віце-президентом якого він пізніше став.
Він відзначався як страсний прихильник особистого читання Біблії, і навіть вніс своє ім'я у систему щоденних богослужінь, використовуючи Біблію Портеуса, яка була опублікована після його смерті і містила найважливіші та корисні уривки. Він також відіграв роль у впровадженні нововведень у використанні церковних буклетів. Завжди залишаючись вірним англіканській церкві, Портеус був готовий співпрацювати з методистами та дисидентами, визнаючи їх значний внесок у роботу з євангелізацією та освітою.
У 1788 році знову пережив період психічного розладу, який тепер був би діагностований як маніакальна депресія. Ця подія викликала загальне хвилювання. Наступного року відбулася служба подяки за його одужання в кафедральному соборі Святого Павла.
Після поступового погіршення стану здоров'я, єпископ помер у Фулхемському палаці в 1809 році. Згідно з його бажаннями, його поховали у церкві Святої Марії в Сандриджі, Кент, недалеко від його заміського місця усамітнення у селі, де він часто перебував восени.

## Спадщина

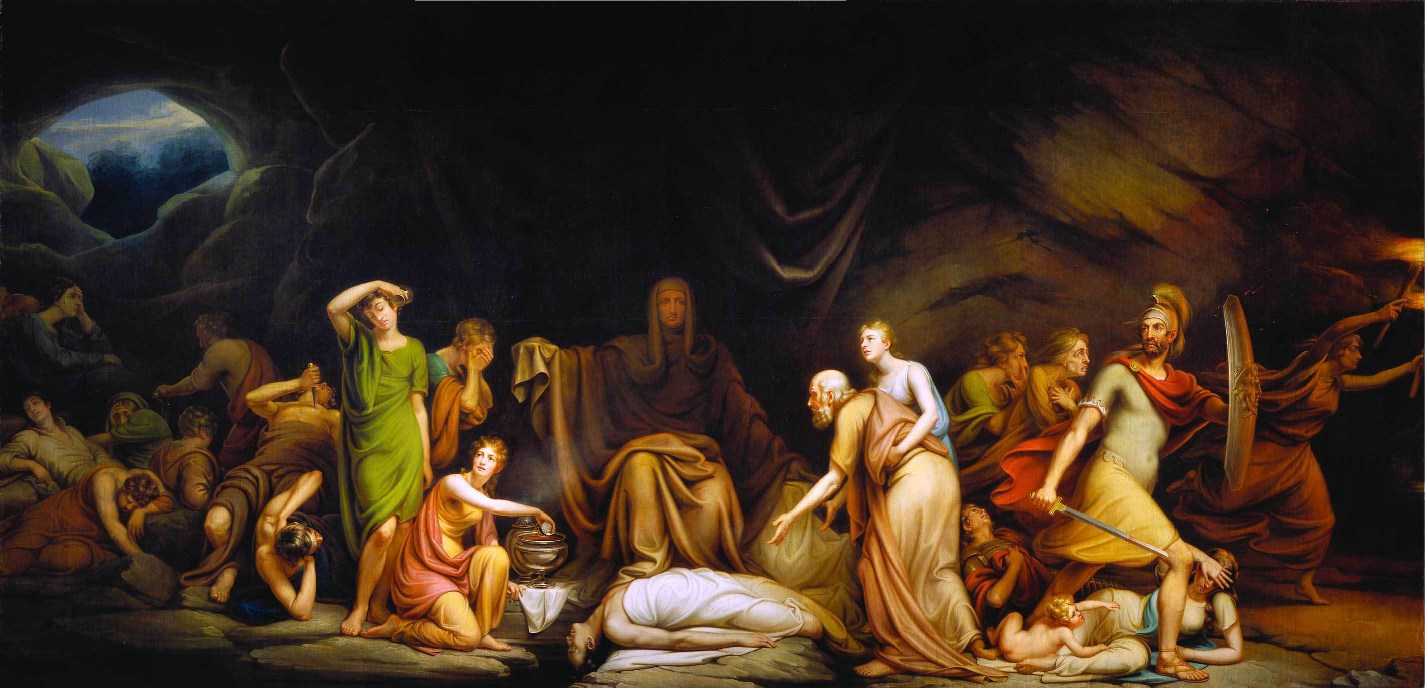
Рембрандт Піл, «Суд смерті» заснований на поемі «Смерть: поетичне есе» Бейлбі Портеуса. Фігури монументального живопису були в натуральну величину. Смерть оточена такими персоніфікаціями, як Розпач, Лихоманка, Безглуздя, Іпохондрія, Апоплексія, Подагра, Водянка, Самогубство, Делірій Тременс, Нестриманість, Докори сумління, Насолода, Мор, Голод, Війна та Пожежа. Праворуч воїн, немовля-сирота та вдова показують деяких постраждалих людей. На передньому плані Старість підтримується Вірою.

Бейлбі Портеус був одним із найвизначніших, хоча й недооцінених церковних діячів XVIII століття. Його проповіді продовжували читати багато людей, а його спадок як видатного борця за скасування смертної кари був таким, що його ім’я було майже так само відоме на початку 19 століття, як ім’я Вілберфорса та Томаса Кларксона, але через 100 років він став одним із «забутих аболіціоністів», і сьогодні його роль здебільшого ігнорується, і його ім'я майже забуте в історії. Його популярність у XXI столітті, можливо, пов'язана з його віршем про смерть і можливими асоціаціями з персонажем пихатого містера Коллінза з роману "Гордість та упередження" Джейн Остін, хоча це може бути несправедливою аналогією.

Тим не менше, його вплив і спадок живуть далі завдяки тому, що кампанія, до якої він вніс свій внесок, зрештою призвела до перетворення англіканської церкви на міжнародний рух, у центрі якого лежить місія та соціальна справедливість, призначаючи африканців, індійців та афро- Карибські єпископи та архієпископи та інші представники багатьох різних етнічних груп як його лідери.

## Твори
- Смерть: Поетичне есе (1759)
- Огляд життя та характеру архієпископа Секера (1770)
- Про безглузде життя (1770)
- Проповіді на кілька тем (1784)
- Нарис про Преображення Христове (1788)
- Благотворний вплив християнства на світські інтереси людства, підтверджений історією та фактами (1806)
- Лист до губернаторів, законодавчих органів і власників плантацій Британських Вест-Індських островів (1808)
- (редактор), The Works of Thomas Secker, LL. D. Покійний лорд, архієпископ Кентерберійський (видання 1811 р.)
  - том перший
  - том другий
  - том третій
- Лекції про Євангеліє від св. Матвія, виголошені в парафіяльній церкві св. Якова, Вестмінстер, у 1798, 1799, 1800 і 1801 роках (видання 1823 р.)
- Короткий виклад основних доказів істинності та божественного походження християнського Об’явлення (видання 1850 р. Джеймсом Бойдом)